# Rambla de Belén

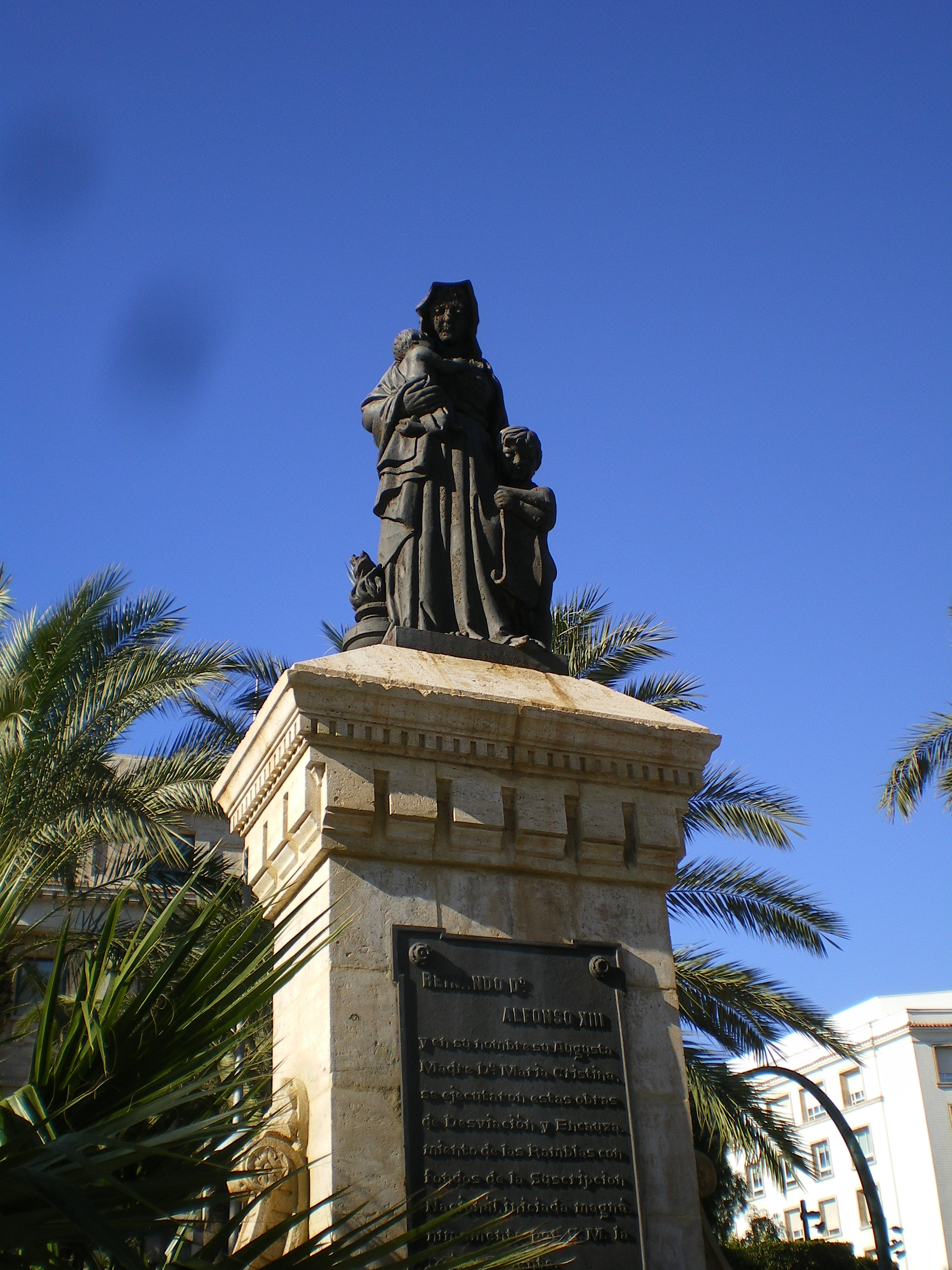
Estatua de la Caridad.

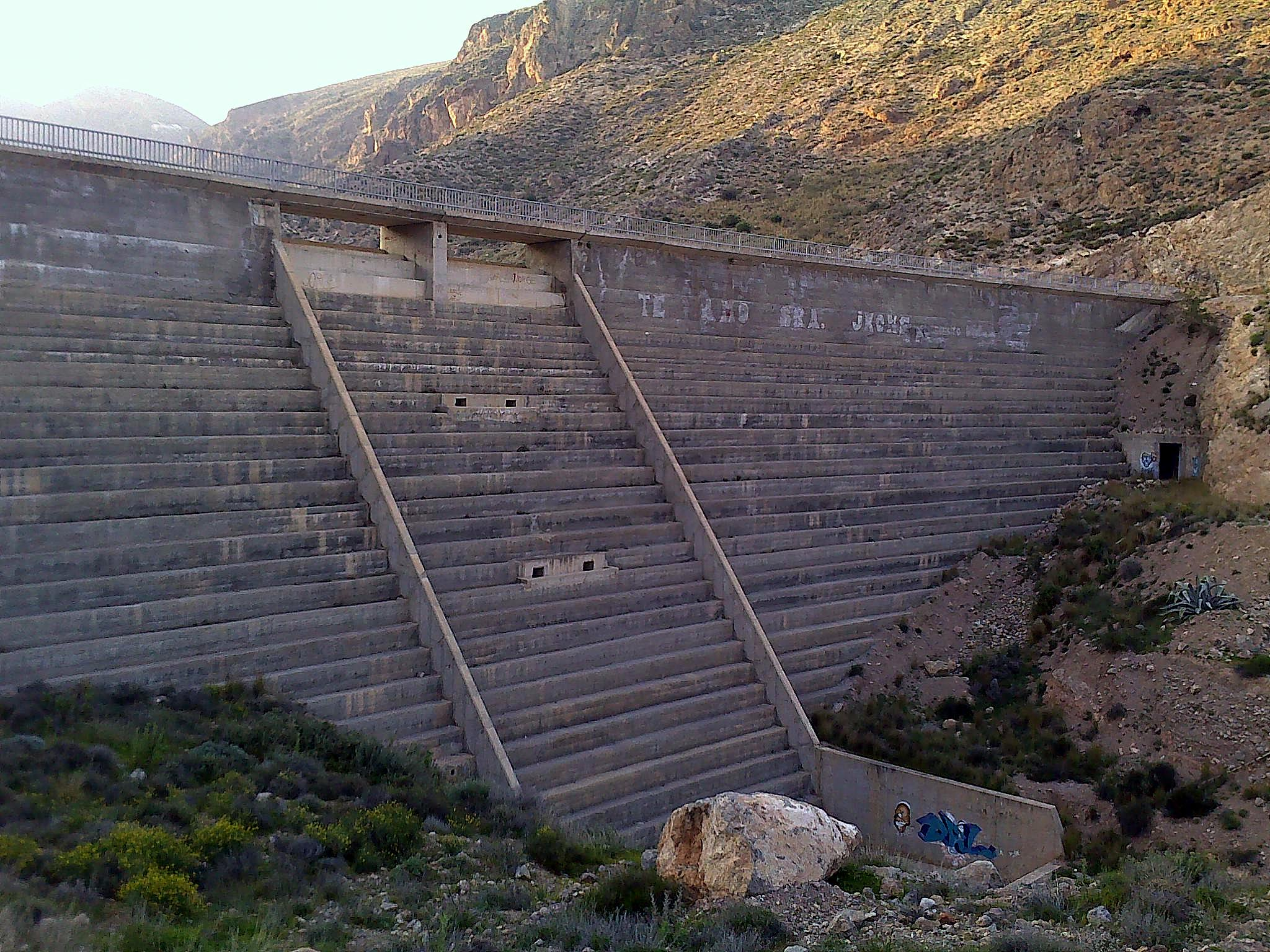
Presa en la parte alta de la rambla, que evita inundaciones en la ciudad.

La Rambla de Belén, más conocida como La Rambla, son en realidad tres ramblas (Obispo, Belén y Amatisteros) que actualmente conforman una vía de la ciudad española de Almería, Andalucía, formada por las avenidas de Federico García Lorca y Reina Regente, por la que discurrió el cauce de la rambla hasta que en entre 1994 y 2000 fue embovedada, convirtiéndose en una importante zona comercial y de ocio que atraviesa la ciudad de norte a sur.

## Historia
Durante el siglo XIX fue denominado en la mayoría de planos de la ciudad como "rambla del Obispo", así como "rambla de los Arquitos", por una finca que se encontraba en su zona alta en la que había una fuente para uso público.
El arquitecto municipal Trinidad Cuartara planificó el 18 de marzo de 1891 el desvío y encauzamiento de la rambla, desplazándola en sus proyectos hacia levante y desembocando unos 400 metros más al este que su cauce natural. No obstante, este proyecto llegó tarde, debido a que se produjo una gran riada y posterior inundación de la zona el 11 de septiembre del mismo año que produjo daños irreversibles. Con motivo de dicha catástrofe, visitó Almería el presidente del Consejo de Ministros, Francisco Silvela, quien prometió fondos nacionales liderados por la reina regente María Cristina. Se creó una Comisaria Regia, con comisarios como Ventura García Sancho, marqués de Aguilar de Campoo, y Manuel de Eguilior y Llaguno. Este proyecto consistió en la reconstrucción y damnificación de los afectados, así como el encauzamiento de las ramblas que se realizó entre 1893 y 1897, dirigidas por el ingeniero Javier Sanz y la ayuda de Valero Ribera. En conmemoración a la finalización de estas obras se erigió la Estatua de la Caridad, monumento  levantado en homenaje a las víctimas de las inundaciones, considerada la estatua más longeva de la ciudad.
En 1985, en el marco de Andalucía-92, con motivo de la Exposición Universal de Sevilla, se convocó un concurso de ideas por el alcalde Santiago Martínez Cabrejas para embovedar la rambla; dicha convocatoria fue ganada por el arquitecto Antonio Góngora con un presupuesto de 3.500 millones de pesetas. Las obras hidráulicas se llevaron a cabo entre octubre de 1990 y 1992 con la construcción de ocho presas en la cabecera de las cuencas, mientras que el proyecto urbano se aprobó en 1993 y las obras se produjeron entre 1994 y 2000 con seis fases diferenciadoras: el Proyecto I, II y III se centró en la Rambla central, el Proyecto IV y V en la rambla de Belén y el Proyecto VI en la rambla de Amatisteros.

## Monumentos
- Estatua de la Caridad. Está situada al final de la avenida Reina Regente, muy cerca de la plaza Emilio Pérez (más conocida como plaza Circular). Consiste en una escultura de hierro de una mujer con un niño en brazos y otro agarrado a la falda, cuyo brazo soporta un pergamino con la leyenda "1891" sobre un soporte rectangular de sillares de cantería, con dos lápidas.[7]